# بيت حسين احمد (بني مطر)

تعديل مصدري - تعديل

بيت حسين احمد هي إحدى قرى عزلة شهاب الأسفل بمديرية بني مطر التابعة لمحافظة صنعاء، بلغ تعداد سكانها 447 نسمة حسب تعداد اليمن لعام 2004.